# Ишанкулов, Абдусаттар
Ишанкулов Абдусаттар — командир звена 62-го штурмового авиационного полка (233-я штурмовая авиационная дивизия, 4-я воздушная армия, 2-й Белорусский фронт), старший лейтенант Герой Советского Союза.

## Биография
Родился 29 ноября (12 декабря) 1917 года в городе Ташкент (Узбекистан). Узбек. В 1934 году окончил 3 курса рабфака при Средне-Азиатском государственном университете (г. Ташкент). Работал помощником мастера по ткацкому делу на Ташкентском текстильном комбинате.
В армии с августа 1937 года. В 1939 году окончил Вольское военное авиационно-техническое училище. До 1941 года — авиатехник Липецких высших авиационных курсов усовершенствования. В 1942 году окончил 6-ю военную авиационную школу первоначального обучения лётчиков (г. Воронеж), в 1943 году — Балашовскую военную авиационную школу лётчиков. Служил в 5-м запасном авиационном полку.
Участник Великой Отечественной войны: в январе 1944-мае 1945 — лётчик, старший лётчик, командир звена 62-го штурмового авиационного полка 233-я штурмовая авиационная дивизия. Воевал на Западном и 2-м Белорусском фронтах. Совершил более 100 боевых вылетов на штурмовике Ил-2, в ходе которых уничтожил 10 танков, 69 автомашин, 2 паровоза, нанёс значительный урон живой силе врага.
За мужество и героизм, проявленные в боях, старшему лейтенанту Ишанкулову Абдусаттару указом Президиума Верховного Совета СССР от 18 августа 1945 года присвоено звание Героя Советского Союза с вручением ордена Ленина и медали «Золотая Звезда» (№ 8226).
После войны продолжал служить в строевых частях ВВС (в Туркестанском военном округе). С 1949 года служил в военно-транспортной авиации. Обеспечивал перевозку учёных, задействованных в советском атомном проекте — Б. Л. Ванникова, И. В. Курчатова и других. С 1958 года — в транспортном отряде Государственного Краснознамённого Научно-испытательного института ВВС. С мая 1960 года майор А. Ишанкулов — в запасе.
Жил в городе Люберцы Московской области, затем вернулся в родной Ташкент. Умер 2 декабря 1997 года. Похоронен на Аллее Славы воинского кладбища в Ташкенте.
Майор (1959), военный лётчик 1-го класса (1957). Награждён также орденами Красного Знамени, 2 орденами Отечественной войны 1-й степени, 3 орденами Красной Звезды, медалями.